# Pokolj u Ivanovom Selu 21. rujna 1991.
Pokolj u Ivanovom Selu je bio velikosrpski ratni zločin iz doba srpsko-crnogorske agresije na Hrvatsku. 
Izveli su ga pripadnici velikosrpskih paravojnih postrojba 21. rujna 1991.
Za posljedicu je imao 7 ubijenih, 12 ranjenih i 1 nestalu osobu. Sve žrtve su bili Česi iz sela s najstarijom češkom zajednicom u Hrvatskoj, Ivanovog Sela.

## Tijek događaja
15. rujna 1991. su na križanju cesta za Ivanovo Selo i Munije velikosrbi zarobili i prisilno zatočili skupinu hrvatskih civila. Iste su fizički zlostavljali i opljačkali. Jednog su odveli u zatvor u Veliku Peratovicu gdje su ga i ubili.
Mjesni Česi su još 29. kolovoza 1991. zbog učestalih prijetnja od strane velikosrba pisali češkom predsjedniku Vaclavu Havelu, jer se ta prijetnja već počela ostvarivati (u napadu na selo 20. kolovoza 1991. je poginula jedna mještanka). 
21. rujna 1991. su velikosrbi nakon što su ušli u selo, pucali po stambenim objektima, palili gospodarske objekte te pljačkali imovinu. 
Nakon toga su prijeteći oružjem na središnjoj cesti u Ivanovom Selu poredali dvadesetak mještana da bi im služili kao živi zid tijekom borba s hrvatskim snagama. 
Hrvatske snage (ZNG) su u protunapadu uspjele osloboditi selo i natjerati četnike na povlačenje. No, četnici su pri povlačenju ubili jednog civila, a potom ispalili topovsku granatu među civile koje su poredali nasred ceste kao živi zid. Još su jednu osobu odveli sa sobom kao talca. Nešto poslije su ga ubili. Poginulo je 14 osoba (stariji izvori navode 7 mrtvih, 12 ranjenih i 1 nestalog), svi češke narodnosti.